# Lesko
Lesko (do roku 1931 Lisko) je město v jihovýchodním Polsku v Podkarpatském vojvodství v okrese Lesko. Leží v pohoří Bieszczady na vyvýšenině nad řekou San. V roce 2024 zde žilo 5 098 obyvatel.

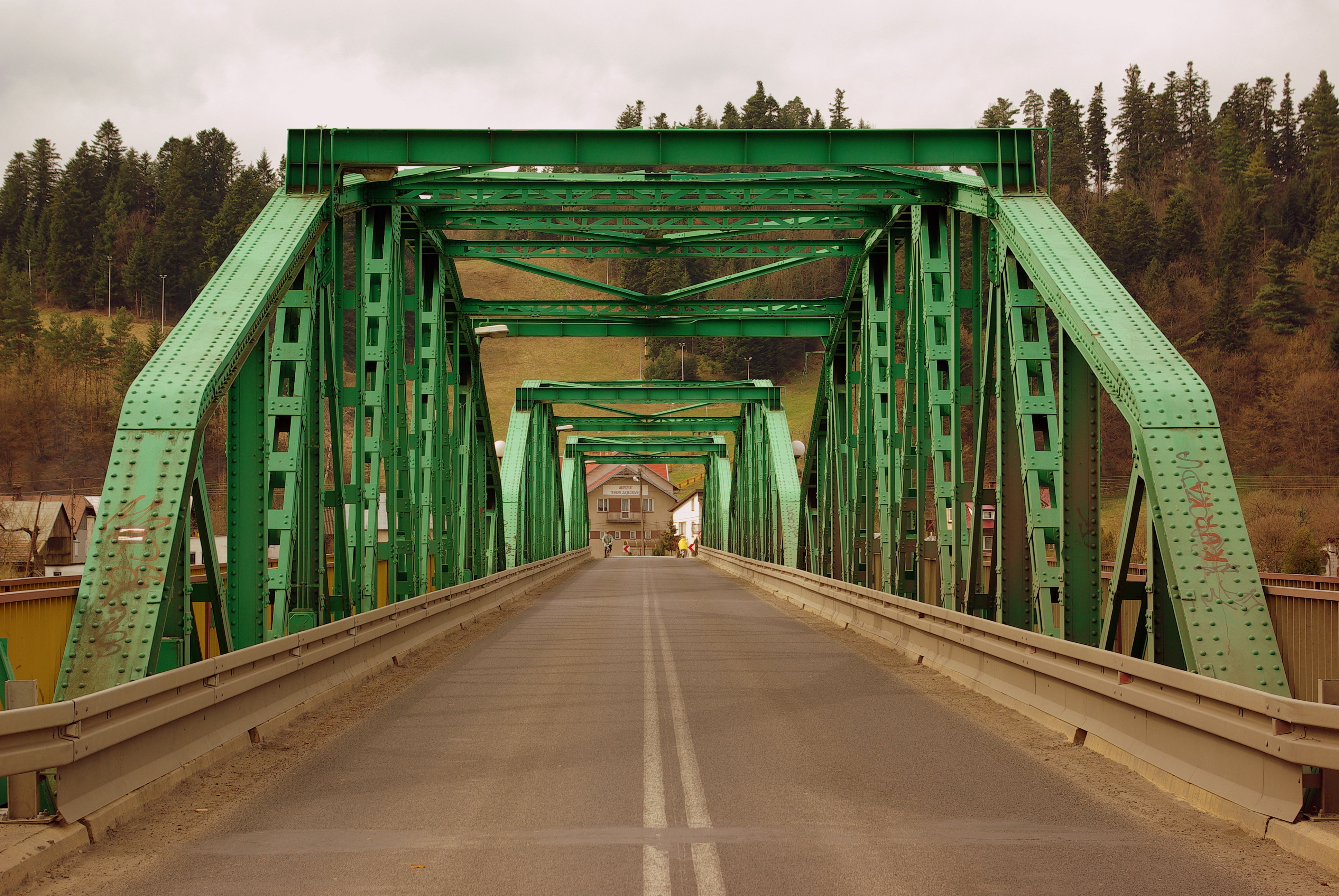
Most přes řeku San

## Historie
První písemná zmínka o obci pochází z roku 1436. Za vlády Kazimíra IV. Jagellonského získalo Lesko v roce 1470 městská práva. V této době patřilo město zdejšímu šlechtickému rodu Kmitů (latinsky Andreas Kmita de Wisnicze, frater germanus Petri Capitanei Scepusiensis et Stanislai, 1487). Jeho příslušníci zde koncem 16. století postavili hrad, který se po několika poškozeních a přestavbách zachoval jako zámek do současnosti. Kolem roku 1538 byl postaven pozdněgotický farní kostel. V sedmnáctém století bylo město velmi významným centrem obchodu a řemesel, žilo zde asi 1500 obyvatel.
Během Severní války město dva týdny drancovali a pustošili švédští vojáci maršála Stenbocka.
V roce 1772, po prvním dělení Polska, neslo město název Lisko a patřilo jako součást Haliče Habsburské monarchii. Od roku 1867 bylo sídlem okresu. V roce 1918 připadlo Druhé Polské republice a jako sídlo okresu bylo začleněno do lvovského vojvodství. V roce 1896 byla postavena radnice. V roce 1890 zde žilo 2425 Židů, v roce 1921 tvořili Židé 63 % obyvatel (asi 2400 lidí). V roce 1931 bylo Lisko přejmenováno na Lesko.
Německé jednotky vstoupily do města 10. září 1939, ukrajinská část populace je vřele přivítala. Po sovětské invazi obsadila město 29. září Rudá armáda. S ruským názvem Lisko (Лиско) bylo přičleněno k Sovětskému svazu a stalo se sídlem ujezdu Lisko v rámci Drohobyčské oblasti Ukrajinské SSR,, od 10. ledna 1940 sídlem Rajonu Lisko.
Po začátku německo-sovětské války bylo Lesko 27. června 1941 obsazeno jednotkami slovenské Rychlé skupiny a začleněno do Generálního gouvernementu (Distrikt Krakov, Kreishauptmannschaft Sanok). Po obsazení Rudou armádou 17. října 1944 bylo město opět součástí Sovětského svazu. V březnu 1945 společně s celým rajonem připadlo znovu Polsku.
V poválečných letech byla tato oblast dějištěm bojů mezi polskými ozbrojenými silami a příslušníky Ukrajinské povstalecké armády. Boje skončily až po vysídlení Ukrajinců v průběhu operace Visla v roce 1947. Město a jeho hospodářství se začalo zotavovat až v roce 1950 díky vládnímu programu který sem přivedl obyvatele z jiných oblastí Polska.

## Gmina
Městsko-vesnická gmina se sídlem v Lesku sestává z města a dalších čtrnácti obcí se starostenstvími:
- Bachlawa
- Bezmiechowa Dolna
- Bezmiechowa Górna
- Dziurdziów
- Glinne
- Hoczew
- Huzele
- Jankowce
- Łączki
- Łukawica
- Manasterzec
- Postołów
- Średnia Wieś
- Weremień

## Památky
- Zámek rodu Kmitů, původně hrad, pochází z roku 1550, několikrát byl zničen a přestavěn
- Radnice, postavená v roce 1896 v eklektistickém stylu
- Farní kostel byl od svého vzniku v roce 1539 několikrát přestavěn a v letech 1725–1765 k němu přibyla barokní zvonice
- Bývalá městská synagoga vznikla v 17. století, v letech 1626 až 1654. Za druhé světové války byla zničena. V letech 1960 až 1963 prošla rekonstrukcí. Od roku 1995 funguje jako muzeum haličských židů.
- Na židovském hřbitově jsou zachovány hroby z 16. až 20. století. Jde o jeden z nejstarších židovských hřbitovů v Polsku, zachováno je kolem 2000 náhrobních kamenů

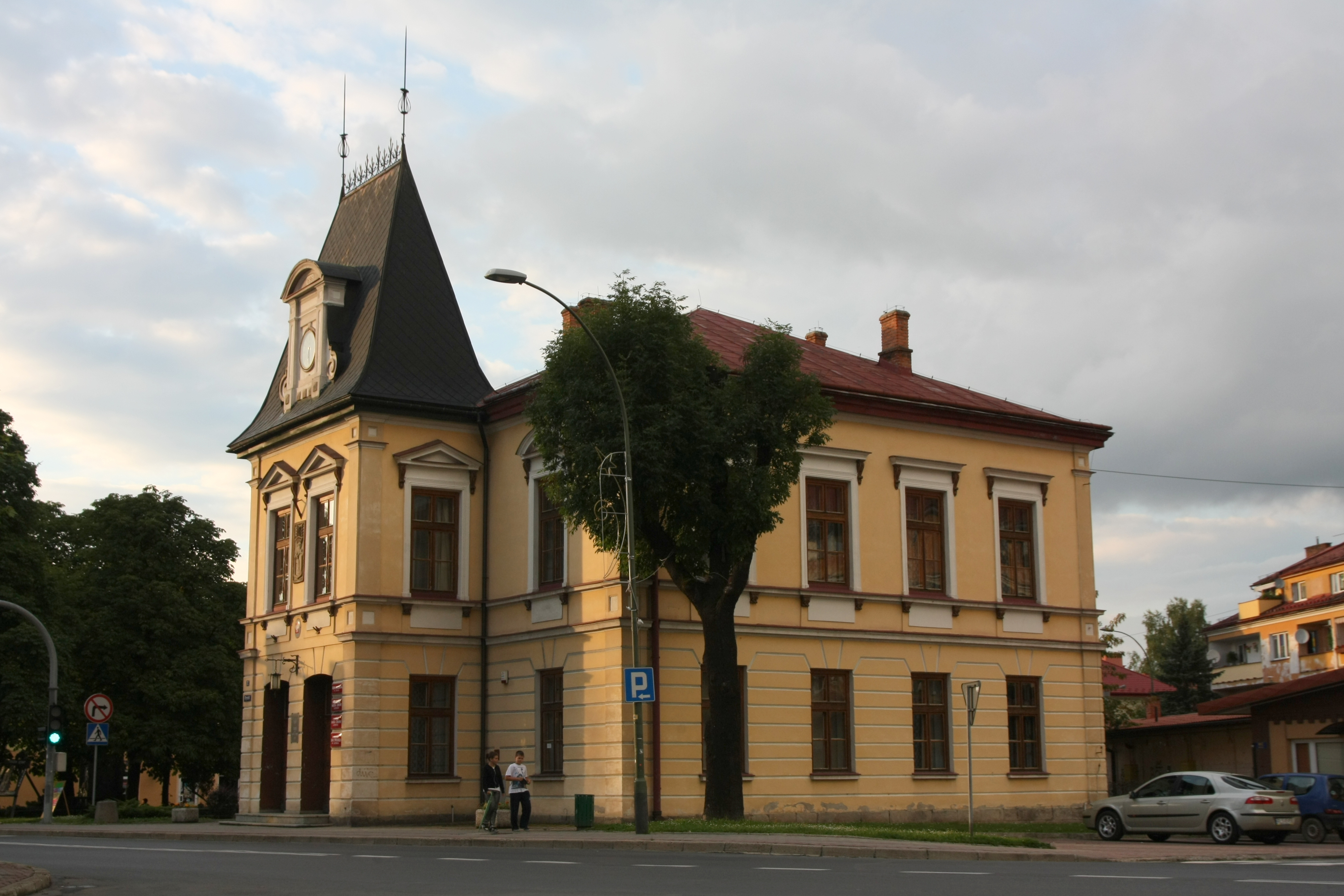
Radnice
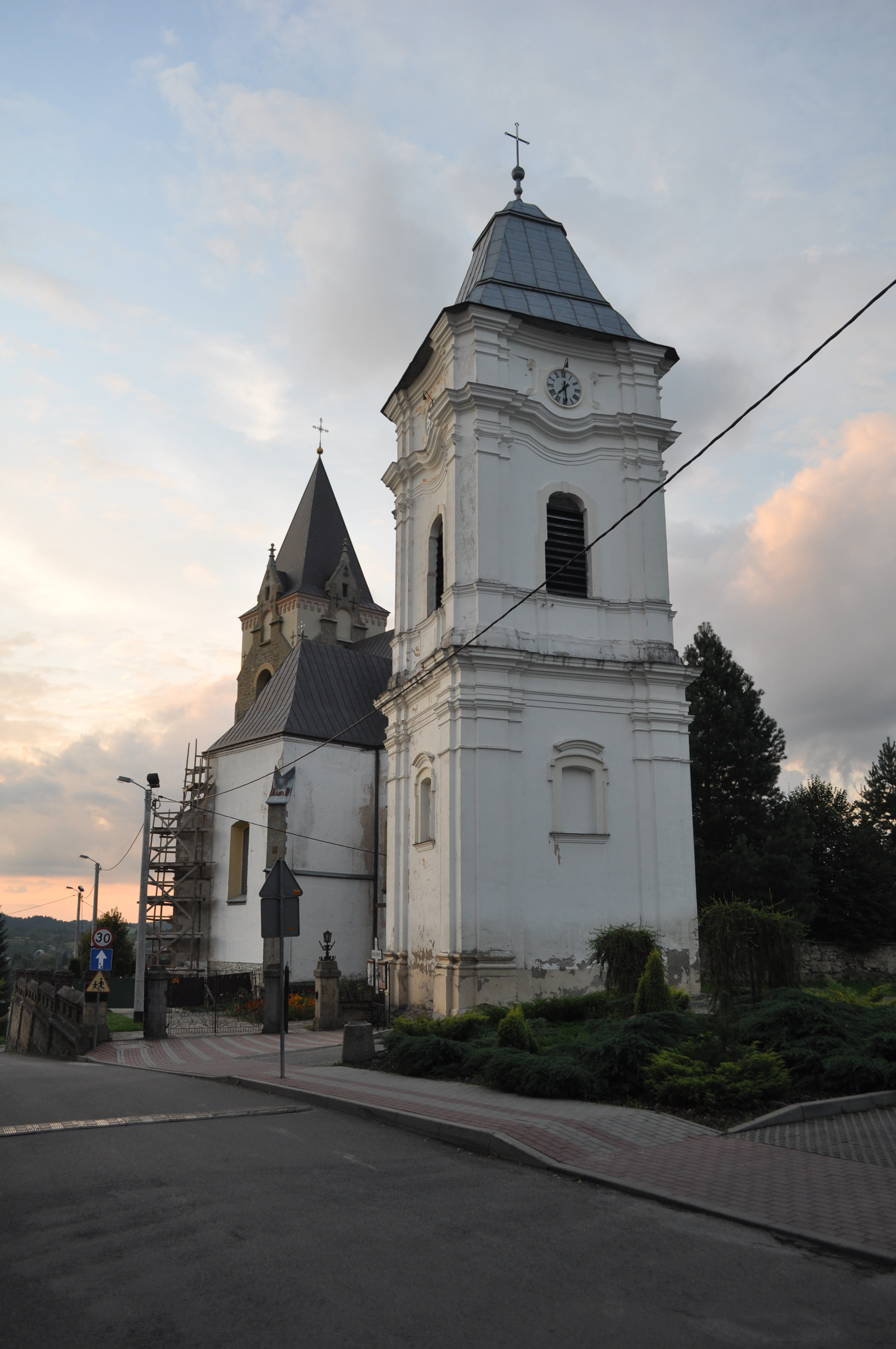
Farní kostel
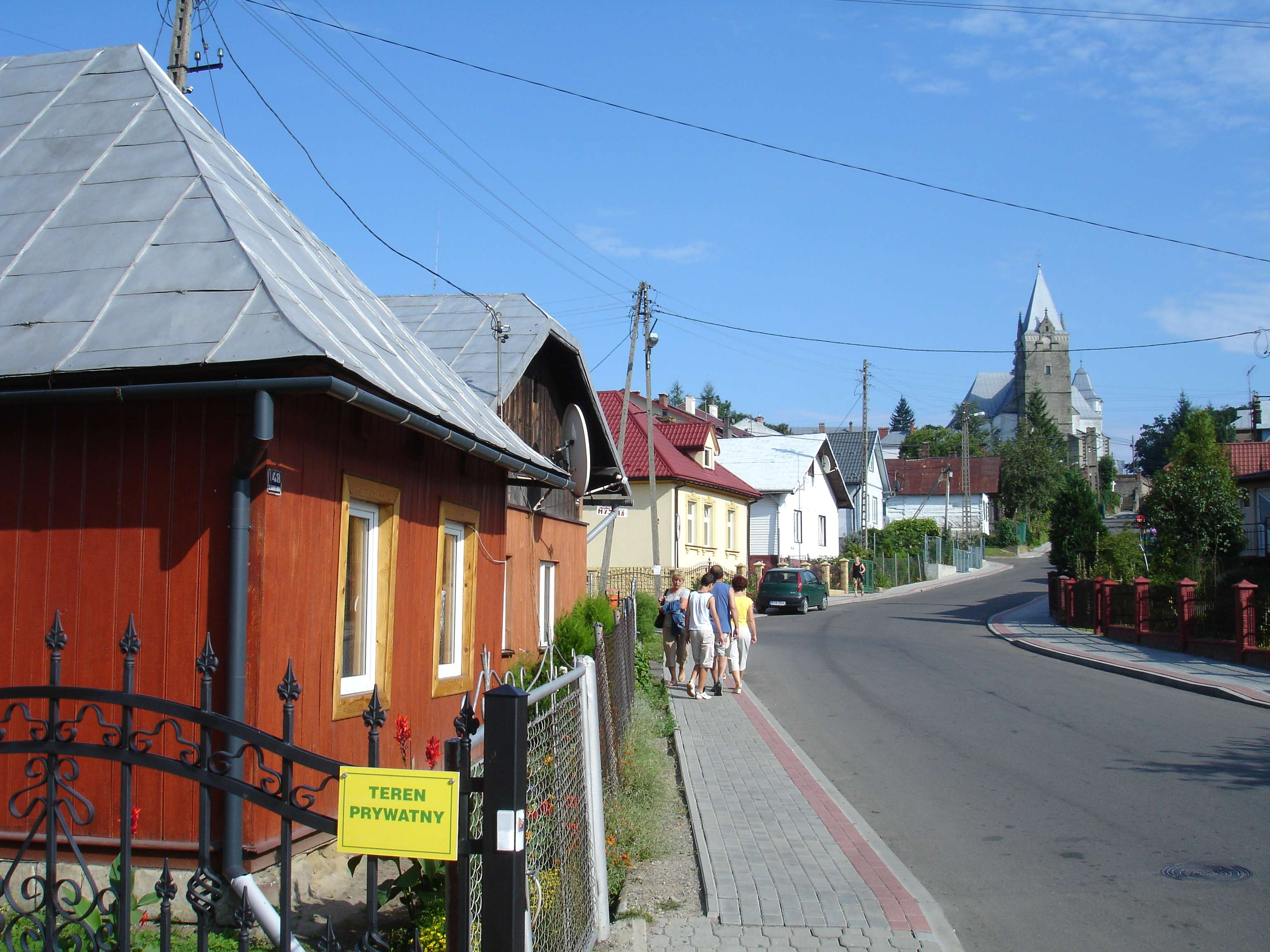
Pohled na farní kostel
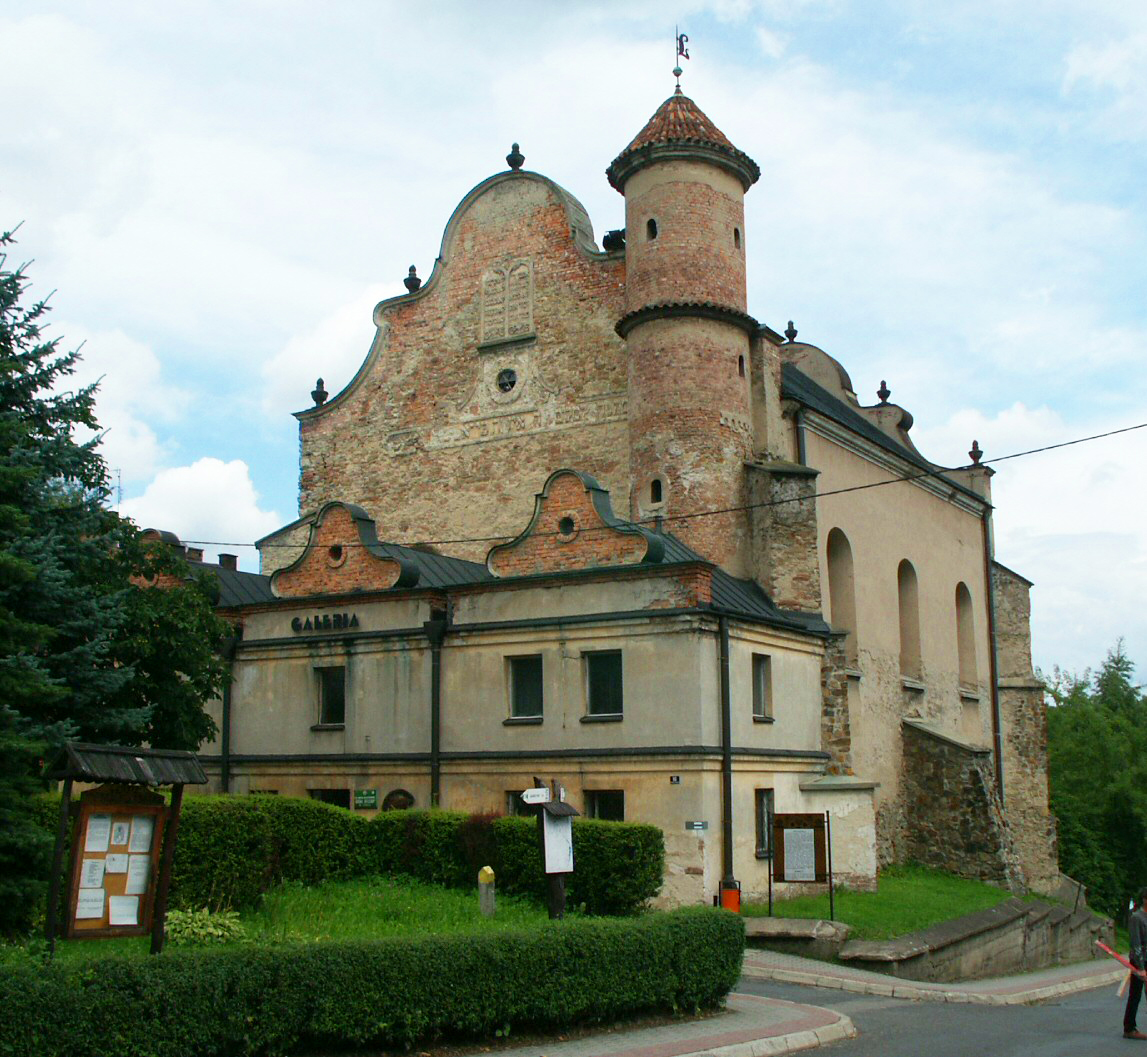
Synagoga v Lesku
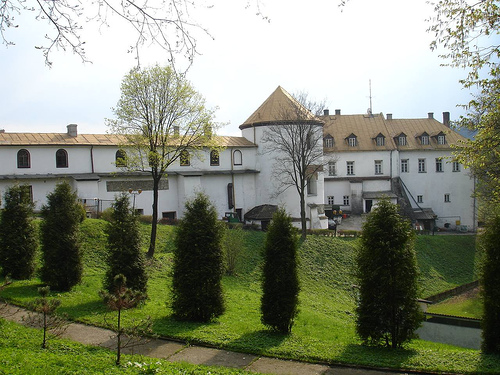
Zámek rodiny Kmita (v současnosti hotel)

## Partnerská města
- Baranów Sandomierski, Polsko[6]
- Snina, Slovensko[7]